# 内談衆
内談衆（ないだんしゅう）とは、室町幕府の引付方あるいは内談方において所務沙汰の審議にあたった構成員。鎌倉幕府に置かれた引付衆の後身的存在であるため、引付衆（ひきつけしゅう）とも呼ばれた。

## 概要
内談（ないだん）とは、室町幕府の諸機関それぞれで行われていた部局内の会議のことであったが、足利直義が引付衆を再編して所領問題を扱う専門部局として内談方を置いて以後、内談方の構成員を指すようになり、更に直義の失脚で引付方が復活した後も継承された。また、再審・指揮監督を目的として仁政方・庭中方が合わせて設置された。
内談衆は担当地域ごとに3番（内談方）あるいは5番（引付方）に分けられて、足利氏一門や守護大名を代表である頭人のもとに約10-20名が任命されたが、その多くは鎌倉幕府の評定衆・引付衆・奉行人の末裔であり、室町幕府の評定衆や奉行人を兼ねるものもいた。彼らは月に6回程度、頭人邸にて内談を開き、管領や政所が受理した鎌倉府支配地域及び九州を除く所領に関する訴訟（年貢・用水訴訟も含む）の処理にあたった。審議は最古参格の奉行人か頭人に次ぐ開闔（次官及び事務局長格）が案件を説明し、籤の抽選順で内談衆が意見を述べていった。結論は文書化されて将軍の決裁を得て正式な効力を得た。
ただし、14世紀後半頃から将軍が評定衆や内談衆による審議よりも、自らが主宰する御前沙汰などによって問題処理を図るようになったこと、事務・法務職員であった奉行人が奉行衆として直接審議に参加できる資格を得るようになったことから形骸化してしまい、15世紀前半には引付方は有名無実と化した。
なお、足利義晴の頃より内談衆が再び幕政に登場するようになるが、これは引付方が復活したのではなく、義晴の擁立に参画してその後奉行衆に代わって義晴政権を構成した「殿中申次」などと呼ばれていた将軍側近集団を組織化するとともに、彼らの出自身分や奉行衆・奉公衆などの職制の枠に捉われない新たな格式・待遇を与えるためであったと考えられている。この時代の内談衆は御前沙汰を開いて、臨席することがなくなった将軍に対して意見を進言したり、奉行衆と将軍との間の取次を行ったり、時には御料所の代官を務めるなど、将軍の親裁を補佐する役目を果たした。ただし、天文14年（1545年）を最後にその活動が見られなくなり、翌年には足利義晴が将軍の地位を退いているため、義晴期独自の動きであったとする見方が有力である。